# 羅賓斯代爾 (明尼蘇達州)
羅賓斯代爾（英語：Robbinsdale）是一個位於美國明尼蘇達州亨內平縣的城市。

## 人口
根據2020年美國人口普查的數據，羅賓斯代爾的面積為7.74平方千米，當中陸地面積為7.24平方千米，而水域面積為0.50平方千米。當地共有人口14646人，而人口密度為每平方千米1,892人。